# Marie Blancour
Marie Blancour (fl. XVII secolo) è stata una pittrice francese.

## Biografia
Non sono note notizie biografiche circa questa pittrice, attiva presumibilmente in Francia nel XVII secolo. È nota unicamente per un dipinto firmato conservato alla National Gallery di Londra.